# Marie Filippovová
Marie Filippovová (* 26. července 1938 Brno-Židenice) je česká a moravská akademická malířka, grafička a výtvarná pedagožka.

## Život
Vystudovala volnou a užitou grafiku, design a knižní kulturu na Vysoké škole uměleckoprůmyslové v Praze, v ateliéru Antonína Strnadela. Jako pedagožka působila více než dvacet let na Střední uměleckoprůmyslové škole v Brně (1968–1969, 1974–1997). Je členkou SČUG Hollar a Umělecké besedy, deset let vedla výtvarný obor brněnského sdružení Q.
Ve svých grafických pracích ze 60. let Filippovová pracovala s odkazem Skupiny 42. Její první velká výstava v Domě pánů z Kunštátu byla uvedena mottem ze sbírky Melancholické procházky od tehdy zakázaného autora Ivana Blatného; velkým výtvarým tématem se jí už tehdy staly rodné Židenice. Později se v jejích grafikách objevuje písmo, zabývala se rovněž malbou rostlinnými extrakty. Od přelomu 80. a 90. let se soustřeďuje především na témata člověka, jeho postavení ve společnosti a jeho traumata. Tak vznikl i její Otevřený projekt, v němž technikou perforování s nepravidelným rastrem zobrazila 360 000 obětí holocaustu, které zahynuly v koncentračním táboře Majdanek. Rozvinutím tohoto tématu pak byla práce Jedna třetina, kterou vystavovala v roce 2013 v Topičově salonu v Praze: zde dva miliony vrypů na papíru formátu A1 opět symbolizují množství obětí holocaustu. Její prozatím poslední práce v první dekádě 21. století pracují s tématem prostoru a vznikaly po její návštěvě New Yorku. V roce 2015 vystavovala v Nové síni v Praze velkoformátové tušové kresby ze svého aktuálního cyklu BODY DOBY.
V roce 2008 získala Cenu města Brna za životní dílo. Od narození s přestávkami žije a tvoří ve svém rodišti v Brně–Židenicích. V roce 2023 se stala laureátkou 12. ročníku Ceny Michala Ranného za rok 2022. 
Jejím manželem byl Bedřich Blahoslav Bašus (18. 12. 1922 Pelhřimov – 25. 7. 2004 Brno) – farář Českobratrské církve evangelické, autor biblických studií, editor kalendářů a antologií protestantské poezie.

## Výstavy

### Samostatné výstavy (výběr)
- 1970 Grafika, Kabinet grafiky Domu pánů z Kunštátu, Brno; Kabinet grafiky Oblastní galerie, Liberec
- 1974 Věci, Kabinet grafiky Domu pánů z Kunštátu, Brno
- 1985 Grafika, Grafický kabinet Moravské galerie, Brno
- 1989 Listy (retrospektiva), Jízdárna jičínského zámku, Oblastní galerie Jičín
- 1990 Kresby a grafika, Galerie Jaroslava Krále, Dům umění, Brno
- 1997 Otevřený projekt, Kulturní dům Miroslav; Barokní kaple Etnografického ústavu Moravského zemského muzea, Brno; Muzeum Kroměřížska, Kroměříž; Muzeum a galerie Mikulov, Horní synagoga; Městské divadlo Prostějov
- 2000 Otevřený projekt a jiné práce, Malá pevnost, IV. dvůr, cela č. 41, Památník Terezín
- 2000 Jde vlna za vlnou, Grafický kabinet zlínského zámku, Státní galerie, Zlín
- 2006 Kresby a objekty z papíru 1999–2006, Hollar, Praha
- 2008 Retrospektiva, Křížová chodba Nově radnice, Brno
- 2010 Three Cycles (Holocaust, Trees, Manhattan), BBLA, Czech Center, New York, USA
- 2013 Pro toto místo, Galerie moderního umění, Roudnice nad Labem
- 2014 Suo ano, Topičův salon, Praha
- 2015 Body doby, Nová síň, Praha
- 2018 V nejistotě / At sea, Hollar, Praha
- 2019 Labyrint a 1/3, Galerie Jaroslava Krále, Dům umění, Brno
- 2019 Kontinuum, České centrum Vídeň

### Účast na výstavách (výběr)
- Od roku 1966–1996 pravidelná účast na Mezinárodním Bienále grafického designu Brno
- 1966 Ilustrace mladých, Praha; Ilustrace mladých, Brno
- 1980 Současná česká kresba, Dům Pánů z Kunštátu Brno
- 1980 World Print Three, San Francisco, USA
- 1983 7. Internationale Graphik Triennale, Frechen, Německo
- 1989 Současná česká grafika, Mánes, Praha
- 1990 Současná česká kniha, Mánes, Praha
- 1997 Majdanek’97, The Fifth International Art Triennale, Majdanek, Polsko
- 2000 Majdanek, The Sixth International Art Triennale, Majdanek, Polsko
- 2007 Vědomí o člověku, Umělecká beseda, Masné krámy, Plzeň; Mánes, Praha
- 2009 Věčná pomíjivost, Umělecká Beseda, Severočeská galerie výtvarného umění, bývalý jezuitský kostel Zvěstování Panny Marie, Litoměřice
- 2013 V umění volnost - 150. výročí Umělecké besedy, Clam-Gallasův palác, Praha
- 2014 Grey Gold. České a slovenské umělkyně 65+. Dům umění města Brna, Brno.
- 2016 Zahrada Q, Galerie města Olomouce, Olomouc
- 2017/2018 Hollar dnes, Obecní dům Praha
- 2018 Anatomie skoku do prázdna, Západočeská galerie, Plzeň
- 2021 Pars pro toto, Rabasova galerie, Rakovník

## Zastoupení ve sbírkách (výběr)
- Národní galerie Praha
- Moravská galerie Brno
- Muzeum města Brna, Brno
- Oblastní galerie Liberec
- Galerie Klatovy/Klenová
- Museum of Modern Art, San Francisco, USA
- Gallery of Modern Art, Cabo Frio, Brazílie
- Muzeum Majdanek, Polsko
- Galéria v Trnave, Slovensko
- BBLA – Czech center, New York, USA
- soukromé sbírky v ČR a zahraničí